# Im Wald und auf der Heide
Im Wald und auf der Heide ist ein deutsches Volks- und Jagdlied, dessen Worte von Wilhelm Bornemann aus dem Jahr 1816 stammen. Die Melodie wird Ferdinand Ludwig Gehricke zugeschrieben, der sie 1827 unter Verwendung einer älteren volkstümlichen Weise komponiert haben soll.

## Text

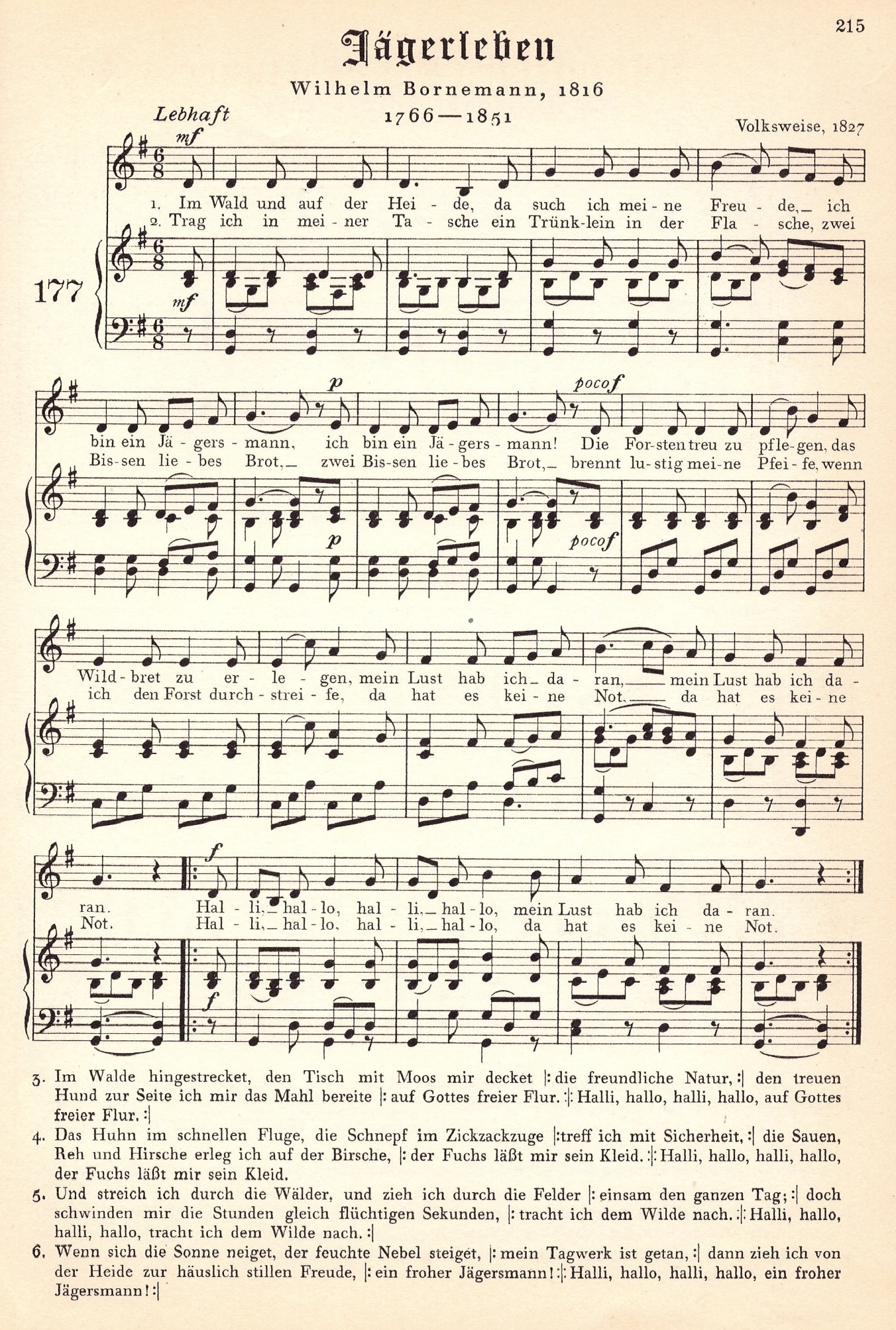
Im Wald und auf der Heide in der Bearbeitung von Max Friedlaender

Der Text ist hier in der üblichen Liedfassung wiedergegeben, die von Bornemanns Originaltext leicht abweicht. Beim Singen wird jeweils die dritte und die sechste Zeile wiederholt.
1. Im Wald und auf der Heide,

da such ich meine Freude,

ich bin ein Jägersmann!

Die Forsten treu zu pflegen,

das Wildbret zu erlegen,

mein Lust hab ich daran.

   Halli, hallo, halli, hallo,

   mein Lust hab ich daran.

2. Trag ich in meiner Tasche

ein Trünklein in der Flasche,

zwei Bissen liebes Brot,

brennt lustig meine Pfeife,

wenn ich den Forst durchstreife,

da hat es keine Not.

   Halli, hallo, halli, hallo,

   da hat es keine Not.
3. Im Walde hingestrecket,

den Tisch mit Moos mir decket

die freundliche Natur,

den treuen Hund zur Seite

ich mir das Mahl bereite

auf Gottes freier Flur.

   Halli, hallo, halli, hallo,

   auf Gottes freier Flur.

4. Das Huhn im schnellen Fluge,

die Schnepf im Zickzackzuge

treff ich mit Sicherheit,

die Sauen, Reh und Hirsche

erleg ich auf der Pirsche,

der Fuchs lässt mir sein Kleid.

   Halli, hallo, halli, hallo,

   der Fuchs lässt mir sein Kleid.
5. Und streich ich durch die Wälder,

und zieh ich durch die Felder

einsam den ganzen Tag;

doch schwinden mir die Stunden

gleich flüchtigen Sekunden,

tracht ich dem Wilde nach.

   Halli, hallo, halli, hallo,

   tracht ich dem Wilde nach.

6. Wenn sich die Sonne neiget,

der feuchte Nebel steiget,

mein Tagwerk ist getan,

dann zieh ich von der Heide

zur häuslich stillen Freude,

ein froher Jägersmann!

   Halli, hallo, halli, hallo,

   ein froher Jägersmann!